# Dedee Pfeiffer
Dorothy Diane "Dedee" Pfeiffer (Midway City, 1 de janeiro de 1964) é uma atriz norte-americana que atua no cinema e na televisão.
Irmã da atriz Michelle Pfeiffer.